# Ma voie
Ma voie – pierwszy album studyjny belgijskiego piosenkarza Roberto Bellarosy wydany 21 września 2012 roku nakładem wytwórni Sony Music.
Płytę promowały single „Jealous Guy”, „Je crois” i „Apprends-toi”, a także utwór „Love Kills”, z którym Bellarosa reprezentował Belgię podczas 58. Konkursu Piosenki Eurowizji w 2013 roku.

## Lista utworów
| L.p. | Utwór                                              | Długość |
| ---- | -------------------------------------------------- | ------- |
| 1    | „Je crois”                                         | 2:57    |
| 2    | „Mon âge”                                          | 3:00    |
| 3    | „L’Enfance”                                        | 3:19    |
| 4    | „Reste toi”                                        | 3:17    |
| 5    | „Voyou”                                            | 3:27    |
| 6    | „Sans toi”                                         | 3:11    |
| 7    | „Apprends-moi”                                     | 3:41    |
| 8    | „Un homme”                                         | 2:59    |
| 9    | „Le coup de soleil”                                | 4:10    |
| 10   | „Le plus beau des cadeaux (Il regalo piu' grande)” | 3:50    |
| 11   | „Jealous Guy”                                      | 2:51    |
| 12   | „Love Kills” (wydanie rozszerzone)                 | 3:00    |
| 13   | „Be Heroes” (wydanie rozszerzone)                  | 3:07    |

## Pozycje na listach
| Państwo     | Najlepsza pozycja | Certyfikacja | Sprzedaż |
| ----------- | ----------------- | ------------ | -------- |
| Belgia (Fr) | 11                | —            | —        |